# Pris sur le vif (film, 1943)
Pour les articles homonymes, voir Pris sur le vif.
Pour plus de détails, voir Fiche technique et Distribution.
Pris sur le vif (True to Life) est un film américain réalisé par George Marshall, sorti en 1943.

## Fiche technique
- Titre original : True to Life
- Titre français : Pris sur le vif
- Réalisation : George Marshall
- Scénario : Don Hartman et Harry Tugend d'après une histoire de Ben Barzman, Bess Taffel (en) et Sol Barzman
- Direction artistique : Hans Dreier et A. Earl Hedrick (en)
- Décors : George Sawley (en)
- Costumes : Edith Head
- Photographie : Charles Lang
- Montage : LeRoy Stone
- Musique : Victor Young
- Société de production : Paramount Pictures
- Pays de production : États-Unis
- Format : Noir et blanc - 1,37:1
- Genre : comédie
- Durée : 94 minutes
- Date de sortie : 1943

## Distribution
- Mary Martin : Bonnie Porter
- Franchot Tone : Fletcher Marvin
- Dick Powell : Link Ferris
- Victor Moore : Pop Porter
- Mabel Paige : Mom Porter
- William Demarest : Uncle Jake
- Clarence Kolb : Mr. Huggins
- Beverly Hudson : Twips
- Raymond Roe : Clem
- Ernest Truex : Oscar Elkins
- Harry Shannon : Mr. Mason